# Björn Zetterström
Björn Elis Zetterström, född 18 maj 1937 i Kungsholms församling i Stockholms stad, död 20 oktober 2011 i Rådmansö församling i Stockholms län, var en svensk militärläkare.

## Biografi
Zetterström tog medicine kandidat-examen 1959 och medicine licentiat-examen i Stockholm 1964 samt blev legitimerad läkare 1964. Han tjänstgjorde på anestesiavdelningen på Sankt Eriks sjukhus 1964–1970 och blev specialist i allmän kirurgi 1970. År 1965 utnämndes han till bataljonsläkare och löjtnant vid Fältläkarkåren. Åren 1971–1974 var han stabsläkare i kustflottan med placering i Stockholm och 1974–1976 militärområdesläkare med kommendörkaptens grad i Västra militärområdet med placering i Skövde. År 1976 utnämndes han till försvarsöverläkare med kommendörs grad och var byråchef i Medicinalkårexpeditionen på Försvarets sjukvårdsstyrelse 1976–1981. Han erhöll 1981 grad av kommendör av första graden och var 1981–1985 ställföreträdande generalläkare och chef för Enheten för hälso- och sjukvård i krig vid Försvarets sjukvårdsstyrelse. År 1985 erhöll han konteramirals grad och var generalläkare samt chef för Försvarets medicinalkår 1985–1990 och chef för Försvarets sjukvårdscentrum 1985–1994. Åren 1994–1997 var han generalläkare med placering i Högkvarteret.
Björn Zetterström deltog i en rad utlandsuppdrag i regi av Förenta Nationerna, Försvarsmakten och Röda Korset, bland annat i Kongo-Léopoldville, Biafra, Bangladesh, Afghanistan, Libanon och Kampuchea.
Björn Zetterström invaldes 1989 som ledamot av Kungliga Krigsvetenskapsakademien.